# Sergueï Fedorovtsev
Sergueï Anatolievitch Fedorovtsev, né le 31 janvier 1980, est un rameur russe.

## Palmarès

### Jeux olympiques
- 2004 à Athènes (Grèce)
  -  Médaille d'or en Quatre de couple
- 2008 à Pékin (Chine)
  - 7e en Quatre de couple
- 2012 à Londres (Royaume-Uni)
  - 8e en Quatre de couple

### Championnats d'Europe
- 2011 à Plovdiv, (Bulgarie)
  -  Médaille d'or en Quatre de couple
- 2015 à Poznań, (Pologne)
  -  Médaille d'or en Quatre de couple